# The Perishers (groupe)
Pour les articles homonymes, voir The Perishers.
The Perishers est un groupe de rock indépendant suédois, originaire d'Umeå. Le groupe est formé en 1997 avec six membres mais depuis 2001, seul quatre membres en font encore partie : Ola Klüft (voix, guitare), Martin Gustafson (claviers, chœurs), Pehr Åström (basse) et Thomas Hedlund (batterie).

## Biographie
Plusieurs de leurs morceaux sont utilisés pour des émissions américaines comme The O.C., Les Frères Scott, Greek et Veronica Mars. Veronica Mars utilise la ballade Sway.
Sarah Isaksson (ancien professeur de chant de Klüft) participe à leur morceau Pills. Le morceau My Heart est joué dans les publicités pour Sedan de Saturn et dans la deuxième saison de Kyle XY. En 2010, le groupe se sépare après le départ de Klüft qui ira jouer au sein du groupe A Lanky Swede.

## Discographie
- 2002 : From Nothing to One
- 2003 : Let There Be Morning
- 2007 : Victorious